# Aphelochaeta falklandica
Aphelochaeta falklandica is een borstelworm uit de familie van de Cirratulidae. De wetenschappelijke naam van de soort werd voor het eerst geldig gepubliceerd in 2020 door Paterson en Neal.